# Entergalactic (album)
Entergalactic è l'ottavo album in studio del cantante statunitense Kid Cudi, pubblicato il 30 settembre 2022 dalla Republic Records e dall'imprinting Wicked Awesome di Cudi.

## Tracce
1. Entergalactic Theme – 1:30
2. New Mode – 3:56
3. Do What I Want – 2:52
4. Angel – 2:26
5. Ignite the Love – 2:42
6. In Love – 3:38
7. Willing to Trust (with Ty Dolla Sign) – 4:42
8. Can't Believe It (featuring 2 Chainz) – 2:52
9. Livin' My Truth – 2:13
10. Maybe So – 3:40
11. Can't Shake Her (with Ty Dolla Sign) – 2:56
12. She's Lookin' for Me – 3:35
13. My Drug – 2:11
14. Somewhere to Fly (with Don Toliver) – 2:56
15. Burrow (with Don Toliver, Steve Aoki and Dot da Genius) (bonus track) – 3:31

## Sample
- In Livin’ My Truth è contenuto un  sample di Simply Beautiful, canzone scritta e interpretata da Al Green.
- Maybe So presenta un sample di Crumbling Together, canzone scritta e interpretata da Mid-Air Thief.

## Classifiche
| Classifica (2022) | Posizione raggiunta |
| ----------------- | ------------------- |
| Stati Uniti       | 13                  |